# Quatre études de rythme
Quatre Études de rythme (in italiano Quattro studi del ritmo) è una composizione per pianoforte del compositore francese Olivier Messiaen della durata di circa 15-18 minuti.
Spesso considerata, soprattutto relativamente al secondo brano, Mode de valeurs et d'intensités, come la prima opera a far uso della serialità integrale, si tratta piuttosto di un'opera modale in cui l'autore sperimenta una particolare tecnica combinatoria di composizione.
Ciò nonostante Pierre Boulez osservò: "Opera senza sviluppo, dal carattere essenzialmente sperimentale indirizzò tutti i giovani compositori del dopoguerra verso il campo, estremamente fertile all'inizio, della rigorosa quantificazione di tutti i dati dello spazio sonoro.".

## Creazione
L'opera venne composta tra il 1949 e il 1950 a partire dagli studi effettuati durante i corsi estivi di Darmstadt. La prima assoluta, eseguita dall'autore stesso, avvenne a Tunisi il 6 novembre 1950 all'interno della sede dell'Alliance Française. La prima esecuzione su suolo francese avvenne il 7 giugno 1951 a Tolosa e venne affidata alla seconda moglie del maestro, la pianista Yvonne Loriod.

## Titoli e descrizione dei brani
L'opera si compone di quattro studi.

### Ile de feu I
Ile de feu I, L'isola del fuoco, brano dedicato alla musica della Papua Nuova Guinea.

### Mode de valeurs et d'intensités
In Mode de valeurs et d'intensités, Modi di valori e di intensità, Messiaen utilizza la tecnica seriale estendendola a tutti i parametri del suono. Questo studio utilizza quattro "modi": un modo melodico di 36 suoni, un modo delle durate di 24 valori, un modo degli attacchi di 12 tipi e un modo delle intensità di 7 sfumature. Nello sviluppo dell'opera ogni suono deve comparire sempre con la stessa durata, la stessa intensità e lo stesso attacco. La scala delle durate è ulteriormente divisa in tre tempi: il primo tempo utilizza 12 durate cromatiche a partire dalla biscroma, il secondo altre 12 a partire dalla semicroma, il terzo le ultime 12 a partire dalla croma (questi tre tempi si sviluppano simultaneamente).

### Neumes rythmiques
Messiaen descrive così Neumes rythmiques, ovvero Neumi ritmici: "Osservando le differenti figurazioni dei neumi nel canto piano, ho avuto l'idea di cercare delle corrispondenze ritmiche. La sinuosità melodica indicata dai neumi si muta in gruppi di durate. Ogni neuma ritmico è provvisto d'un'intensità fissata e di risonanve cangianti, più o meno chiare o scure, sempre contrastanti."

### Ile de feu II
Ile de feu II, brano ancora dedicato alla Papua Nuova Guinea. Il tema principale, feroce e violento, ha lo stesso carattere di quello del primo studio, le variazioni si alternano con delle permutazioni, invertite rispetto l'ordine di lettura e sovrapposte due a due. Il  brano termina con un moto perpetuo da eseguirsi con le mani incrociate.